# Joseph Martin Nathan

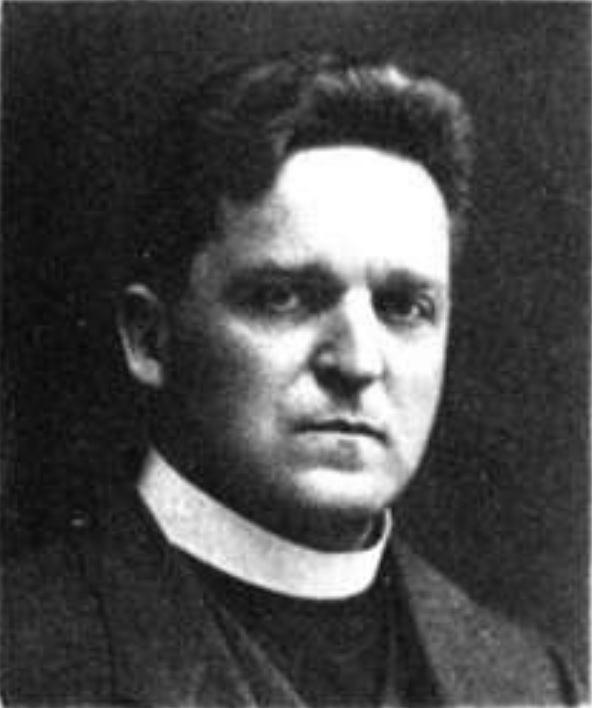
Joseph Martin Nathan, vor 1918

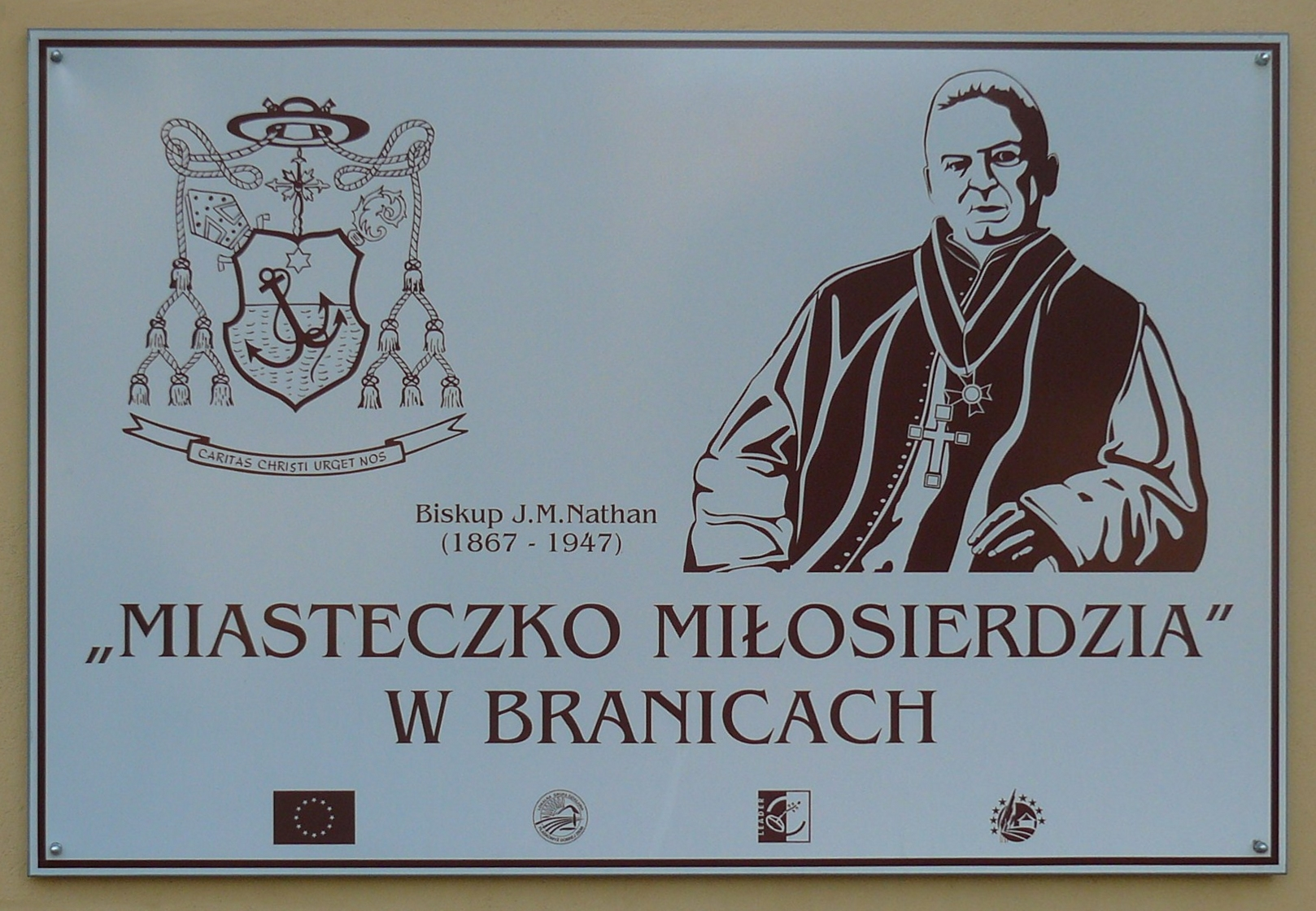
Gedenktafel in Branitz.

Joseph Martin Nathan (* 11. November 1867 in Stolzmütz, Landkreis Leobschütz, Provinz Schlesien; † 30. Januar 1947 in Troppau, Okres Opava, Tschechoslowakei) war Bischöflicher Kommissar später Generalvikar des in preußischen Schlesien liegenden Generalvikariats Branitz des Erzbistums Olmütz und ab 1943 Weihbischof in Olmütz sowie Titularbischof von Arycanda. Besondere Verdienste erwarb er sich durch den Bau und Betrieb der Branitzer Heil- und Pflegeanstalten, in denen zeitweise bis zu 2000 Patienten versorgt wurden. 1913–1918 war er für den Wahlkreis Leobschütz Abgeordneter des Reichstags.

## Leben
Joseph M. Nathans Eltern waren der Lehrer Joseph Nathan und Antonie, geborene Odersky. Als Joseph zwei Jahre alt war, wurde sein Vater als Schulrektor nach Ludgierzowitz im Hultschiner Ländchen versetzt. Dort besuchte Joseph die Volksschule und anschließend das Gymnasium in Leobschütz. 

### Ausbildung
Nach dem Abitur, das er 1887 am Gymnasium in Ratibor ablegte, studierte er ein Semester Theologie in Freiburg. Dort trat er dem Katholischen Studentenverein Brisgovia im KV bei. 
Nach dem einjährigen Militärdienst setzte er das Theologiestudium an der Universität Breslau fort, das er 1890 mit dem Zweiten Staatsexamen abschloss. Am 23. Juni 1891 empfing er in Breslau durch Fürstbischof Georg von Kopp das Sakrament der Priesterweihe. 

### Wirken in Branitz
Nach einer kurzen Kaplanstätigkeit in Sabschütz (heute Zawiszyce) bei Leobschütz wurde er im Juli 1892 nach Branitz (heute Branice) versetzt, wo er 1899 zum Pfarrer ernannt wurde. Von Anfang an wandte er sich in Branitz vor allem den Kranken und Notleidenden zu. 
Nachdem er dort 1897 ein Haus für die Marienschwestern errichtet hatte, die mit der Krankenpflege betraut werden sollten, legte er im selben Jahr den Grundstein für die Branitzer Heil- und Pflegeanstalten. 
1902/03 konnte das Haus für Geisteskranke in Betrieb genommen werden. Der von Parkanlagen umgebene Gebäudekomplex wurde im Pavillonstil angelegt. Auf dem zehn Hektar großen Gelände befanden sich zudem ein großer Festsaal, eine Zentralküche, ein Handwerkerhof mit eigenen Werkstätten sowie je eine Dampfwäscherei, Bäckerei, Mühle, Fleischerei und Gärtnerei. Die Ernährung der Kranken und Hilfsbedürftigen wurde durch den Erwerb der Rittergüter Burg-Branitz und Krug (heute Dzbańce) sichergestellt. 
1908 erwarb Joseph Martin Nathan das Rochusbad bei Neisse, das später als Noviziat für die Marienschwestern diente. Für die Erholung der Marienschwestern erwarb er in Bad Landeck das Haus Caritas und für die Ärzte der Heil- und Pflegeanstalt St. Marienstift, dessen Kuratorium er vorsaß, errichtete er Wohnungen. Für verwaiste und gefährdete Kinder gründete er auf der Burg Branitz (heute Branice-Zamek) das St.-Raphael-Stift. Der von ihm geplante Bau eines Forschungsinstituts für Gehirn- und Nervenkrankheiten konnte wegen der Machtübernahme durch die Nationalsozialisten nicht realisiert werden.

### Leitungsämter
Neben seinen umfangreichen seelsorglichen und caritativen Aufgaben war Joseph Martin Nathan von 1913 bis 1918 Abgeordneter des Reichstags für den Wahlkreis Leobschütz.
Bereits 1916 wurde er zum Bischöflichen Kommissar für den in Schlesien liegenden preußischen Anteil des Erzbistums Olmütz ernannt. Das "Bischöfliche Kommissariat Katscher" wurde bereits 1742 errichtet, als große Gebietsteile der Herzogtümer Troppau und Jägerndorf nach dem Ersten Schlesischen Krieg an Preußen fielen. Es bestand aus den Dekanaten Leobschütz, Branitz, Katscher und Hultschin. 
1924 wurde Joseph Martin Nathan für dieses Territorium zum Generalvikar der Erzdiözese Olmütz ernannt und gleichzeitig von Papst Benedikt XV. mit dem Ehrentitel Hausprälat geehrt. 1926 erfolgte durch Papst Pius XI. die Beförderung zum Apostolischen Protonotar.
Nach dem Münchener Abkommen, mit dem 1938 das Sudetenland an das Deutsche Reich angeschlossen worden war, übertrug der Olmützer Erzbischof Leopold Prečan die Leitung der sudetendeutschen Gebiete des Erzbistums Olmütz an Joseph Martin Nathan. Damit unterstanden ihm 26 Dekanate mit 735.558 Katholiken. Zur Bewältigung dieser Aufgabe richtete Nathan ein Seelsorgeamt ein, in das er Geistliche der ihm unterstehenden Gebiete berief.
Am 17. April 1943 wurde er zum Weihbischof in Olmütz und Titularbischof von Arycanda ernannt. Die Bischofsweihe durch Maximilian Kaller, dessen Vater aus Branitz stammte, erfolgte am 6. Juni desselben Jahres in der unter Nathan erbauten Branitzer Anstaltsbasilika; Mitkonsekratoren waren der Koadjutor von Meißen, Heinrich Wienken, und der Breslauer Weihbischof Joseph Ferche. Der Jurist und Politiker Franz Zdralek war Nathans Neffe.

### Wirken unter dem Dritten Reich
Während der Jahre der nationalsozialistischen Herrschaft versuchte Nathan möglichst viel der ihm anvertrauten Kranken vor den Krankenmorden zu retten, indem er sie nach Hause entlassen ließ – dennoch wurde ein Teil der Patienten in Sonnenstein ermordet. 
Bei der Troppauer Gestapo wurde er deshalb als persona ingratissima geführt. 
Kriegsbedingt musste bereits 1941 in einem Teil der Branitzer Anstaltsgebäude ein Lazarett eingerichtet werden. Da Branitz während der letzten Kriegswochen umkämpft war, wurden im Frühjahr 1945 auch Teile der Heil- und Pflegeanstalt bei einem Fliegerangriff zerstört. 
Aufgrund eines militärischen Räumungsbefehls mussten am 1. April 1945 alle gehfähigen Kranken die Anstalt verlassen. Insgesamt 600 Kranke und Schwestern verließen Branitz in Richtung Freudenthal. Sie wurden von Joseph Martin Nathan begleitet, der nach Kriegsende und dem damit verbundenen Übergang Schlesiens an Polen, am 5. Juni 1945 mit den Schwestern nach Branitz zurückkehrte, um sein Lebenswerk zu retten. Obwohl er u. a. eine Notbedachung der zerstörten Gebäude veranlasste, wurde er im September 1945 von Erzbischof August Hlond seines Amtes enthoben und die Verwaltung des nun in Polen liegenden Olmützer Anteils dem Apostolischen Administrator von Oppeln, Bolesław Kominek übertragen.
Am 21. Dezember 1946 wurde Joseph Martin Nathan von den polnischen Behörden ausgewiesen. Obwohl er krank war und hohes Fieber hatte, wurde er in einem Auto an die polnisch-tschechische Grenze zwischen Wiechowice (Wehowitz) und  Vávrovice (Wawrowitz) gebracht und aufgefordert, nach Troppau zu gehen. Dort starb er sechs Wochen später im Marianum. 
Unter großer Anteilnahme der Bevölkerung wurde er am 4. Februar 1947 durch den Olmützer Weihbischof Stanislav Zela (1893–1969) auf dem Troppauer Kommunalfriedhof beigesetzt. Anwesend waren Domkapitular Ulrich Karlik vom Olmützer erzbischöflichen Konsistorium und weitere Vertreter des Olmützer Domkapitels sowie der Apostolische Administrator für den tschechischen Anteil der Erzdiözese Breslau, Prälat Franz Onderek, Vertreter des Olmützer und Weidenauer Priesterseminars, des Kollegiatkapitels von Kremsier sowie Vertreter der Stadt Troppau. 
Eine Überführung des Toten auf den Anstaltsfriedhof in Branitz, wie von ihm zu Lebzeiten gewünscht, war aus politischen Gründen nicht möglich. Nach Bemühungen durch die Gemeinde Branice konnten 2014 die sterblichen Überreste Nathans an seinen Wirkungsort zurückgeführt werden.
2009 wurde im Kreismuseum der Stadt Głubczyce eine Ausstellung über das Leben und Wirken Joseph Martin Nathans gezeigt.